# Gasparo da Salò
Gasparo da Salò (właściwie Gasparo Bertolotti, ur. 20 maja 1540 w Salò, zm. 14 kwietnia 1609 w Brescii) – włoski lutnik i wirtuoz kontrabasu.
W roku 1561 przeniósł się z Salò do Brescii. Według dokumentu z roku 1568 został określony jako maestro di violini.
Da Salò był twórcą bresciańskiego stylu budowy instrumentów smyczkowych. Jego instrumenty cechuje styl bardziej archaiczny w porównaniu z współcześnie tworzonymi instrumentami rodziny Amatich z Cremony. Wiele z zachowanych skrzypiec Gaspara da Salò było pierwotnie altówkami, które zostały później zmniejszone do rozmiarów skrzypiec. 
Do jego uczniów należeli m.in. Giovanni Paolo Maggini i polski lutnik Marcin Groblicz. Jego syn Francesco (ur. 1565) został również lutnikiem.